# Hauptstraße 33 (Volkach)

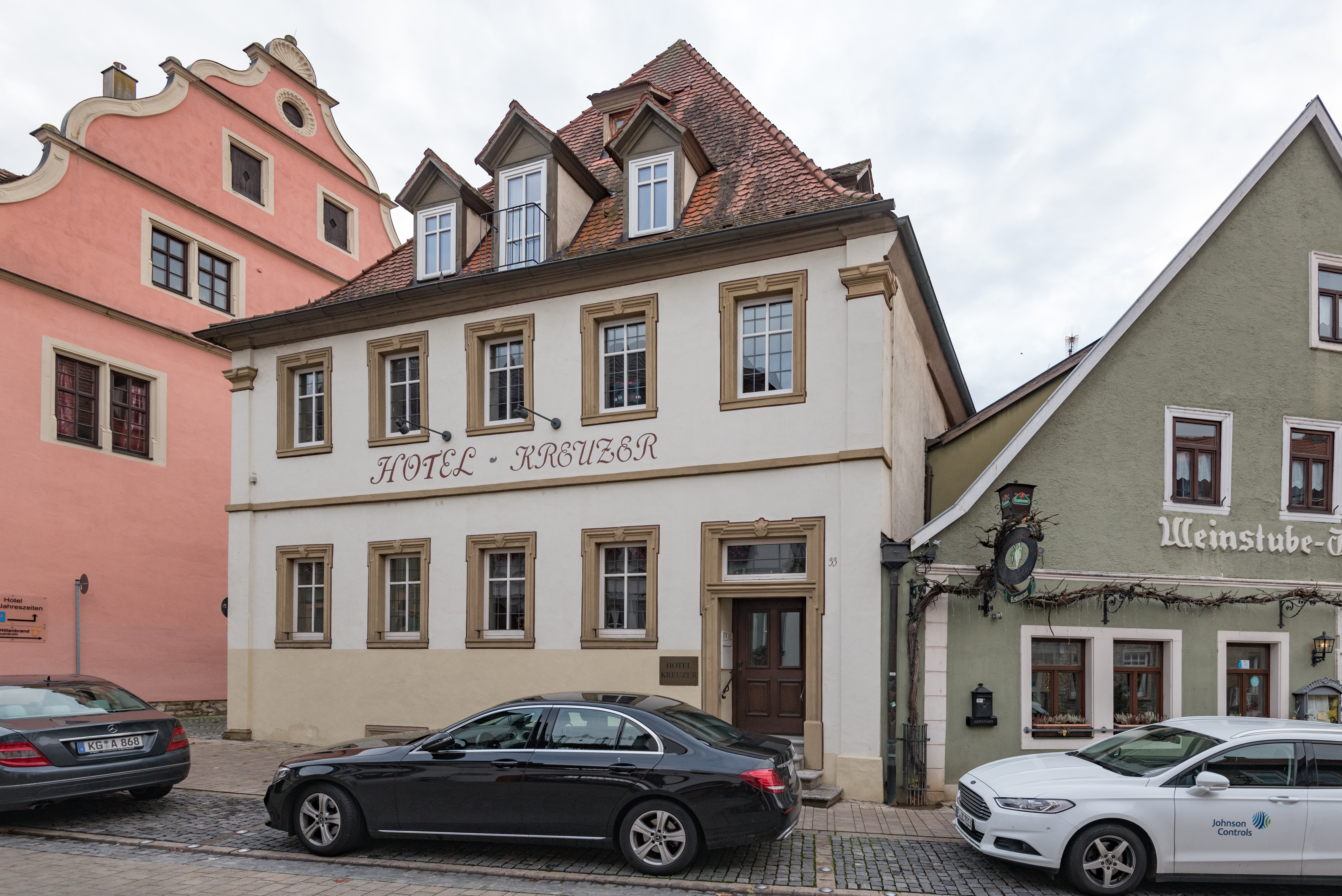
Das Haus in der Volkacher Hauptstraße 33

Hauptstraße 33 (früher Hausnummer 120) ist ein denkmalgeschütztes Gebäude in der Kernstadt des unterfränkischen Volkach. 

## Geschichte
Das Haus in unmittelbarer Nähe zum Amtshaus ist erstmals im 16. Jahrhundert nachweisbar. Er entstand als Gerberei im Stil der Renaissance. Die Bewohner sind ab der zweiten Hälfte des 17. Jahrhunderts überliefert. Im Jahr 1689 betrieb Hans Zenglein eine Rotgerberei in dem Haus. Mit einer Taxierung von 336 ¼ Gulden gehörte das Haus zu den steuerlich am höchsten eingeordneten Bauten in der Stadt. Hier wurden auch mehrere Kühe gehalten. In einem Keller bestand ein großer Weinvorrat, der ebenfalls versteuert werden musste. 1698 besaß Zengleins Witwe das Haus, zu dem auch ein Garten vor dem Gaibacher Tor gehörte.
Mit Zacharias Zenglein kann 1713 vielleicht der Sohn des älteren Zenglein hier nachgewiesen werden. Er führte das Handwerk seiner Eltern fort. Inzwischen war das Grundstück mit zwei Gebäuden bebaut worden, sodass in einem die geruchsintensive Arbeit durchgeführt und im anderen das Familienleben organisiert wurde. 1730 besaß Hans Melchior Schenks das Haus, 1762 zog Luitpold Pauly hier ein. Mit Adam Joseph Schöller kann 1771 eine Veränderung der Hausnutzung fassbar gemacht werden. Schöller arbeitete als Physicus von Volkach. 1803 besaß dessen Witwe das Haus zusammen mit einem zweiten Gebäude in der Manggasse.
Erst 1839 kann wiederum eine Gerberei in den Räumlichkeiten nachgewiesen werden. Der Eigentümer Michael Mittenzwei hatte auf dem Grundstück die Werkstatt, eine Trockenhalle und ein Wohnhaus errichtet. Daneben bestand ein Weinkeller, eine Kelter, ein Pferde- und ein Schweinestall. Daneben gehörten die Häuser mit den Hausnummern 116 und 119, heute Gebäude in der Unteren Spitalgasse, zu der Anlage. Auch der Schwiegersohn Mittenzweis, Andreas Kuhn und seine Frau Maria Kuhn, geborene Mittenzwei, betrieben eine Gerberei. 
Im Jahr 1888 gelangte Joseph Erbig der Ältere, ein Seiler und Ökonom an das zentral gelegene Haus. Er begann im Jahr 1900 mit dem Betrieb einer Gerbereiwerkstatt. Inzwischen bestand das Grundstück aus zwei Trockenhallen für Luhbalken, einem Wohnhaus, einer Lagerhalle und einem Hofraum. Der Sohn Joseph Erbig der Jüngere begann um 1906 mit dem Weinhandel. In der zweiten Hälfte des 20. Jahrhunderts betrieb ein Tünchermeister hier sein Geschäft. Seit 1996 ist in den Baulichkeiten ein Hotel eingezogen.

## Beschreibung
Das Haus Hauptstraße 33 wird vom Bayerischen Landesamt für Denkmalpflege als Baudenkmal eingeordnet. Untertägige Überreste von Vorgängerbauten sind als Bodendenkmal vermerkt. Es ist daneben Teil des Ensembles Altstadt Volkach. Es präsentiert sich als zweigeschossiger Walmdachbau. Das Haus wurde in Fachwerkbauweise errichtet. Heute befindet sich das Fachwerk hinter einer Putzschicht verborgen. Die Fassadengliederung verweist auf das 18. Jahrhundert. So wurden Eckpilaster angebracht, die in ihrem Kapitell kleine Abakusschilde aufweisen. Die Fenster- und Türrahmungen weisen Ohrungen auf. Das Eingangsportal wurde mit einem separierten Oberlicht versehen und besitzt eine zweiflügelige Tür. Am Gebäude wurde eine Spolie des Vorgängerbaus aus dem 17. Jahrhundert angebracht.